# Saint-Herblon
Saint-Herblon (bretonisch: Sant-Ervlon-ar-Roz; Gallo: Saent-Èrbelon) ist eine Ortschaft und eine Commune déléguée in der französischen Gemeinde Vair-sur-Loire mit 2.727 Einwohnern (Stand 1. Januar 2022) im Département Loire-Atlantique in der Region Pays de la Loire. 
Mit Wirkung vom 1. Januar 2016 wurden die Gemeinden Saint-Herblon und Anetz zu einer Commune nouvelle mit dem Namen Vair-sur-Loire zusammengelegt.

## Geographie
Die Commune déléguée wird im Südwesten von der Loire begrenzt. Hier befinden sich auch die Weinbaugebiete Muscadet-Coteaux de la Loire, Gros Plant du Pays Nantais und Coteaux d’Ancenis. 
Durch die Commune déléguée führt die Autoroute A11.

## Bevölkerungsentwicklung
| Jahr                       | 1962 | 1968 | 1975 | 1982 | 1990 | 1999 | 2004 | 2013 | 2018 |
| Einwohner                  | 1365 | 1444 | 1613 | 1845 | 624  | 1921 | 1929 | 2472 | 2631 |
| Quellen: Cassini und INSEE |      |      |      |      |      |      |      |      |      |

## Sehenswürdigkeiten

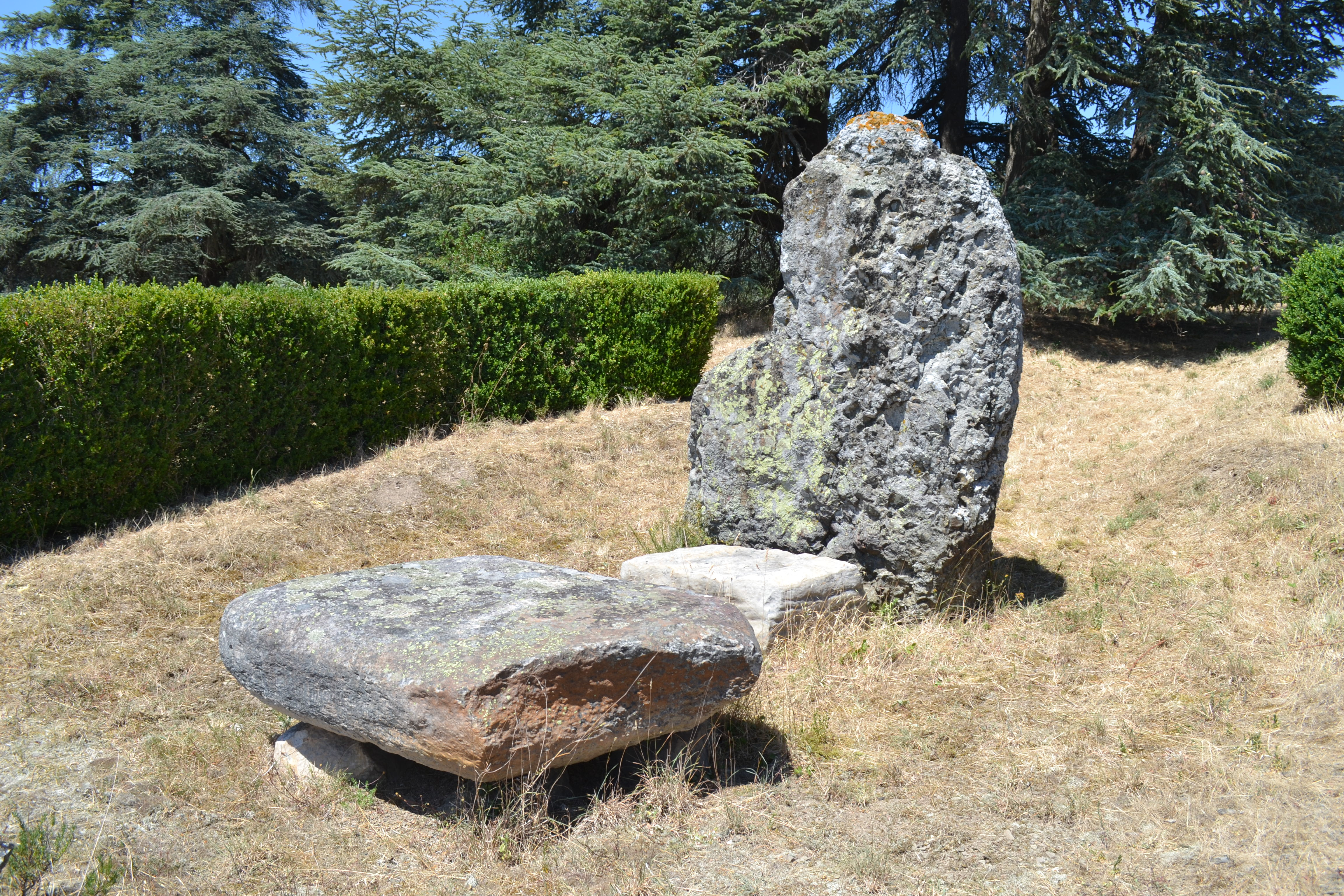
Menhir de Juigné

- Kirche Saint-Hermeland aus dem Jahre 1840
- Menhir von Juigné etwa 2,6 m hoch
- Schloss Juigné
- Schloss Le Prieure